# Gheorghe Ruset Roznovanu

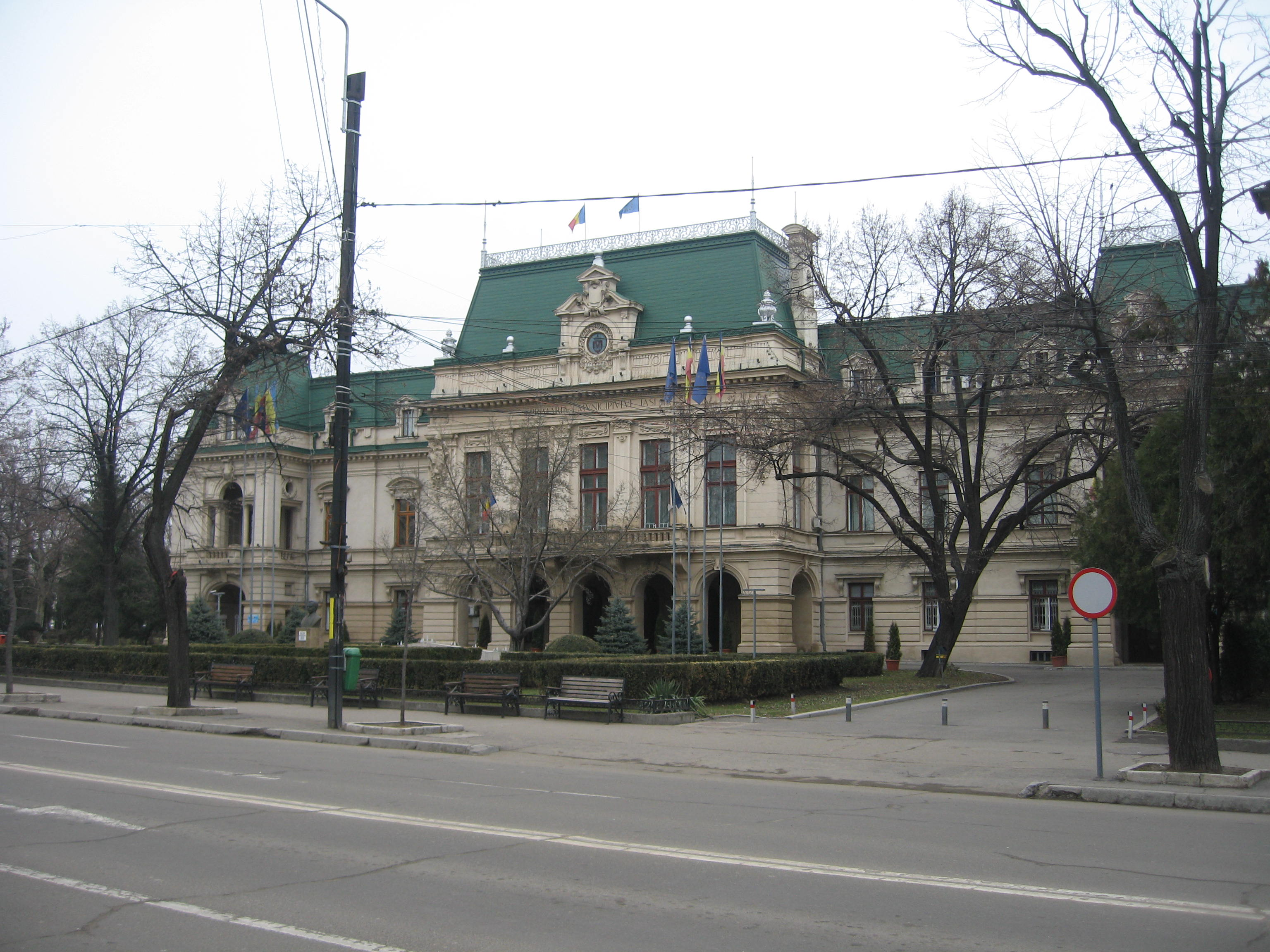
Palatul Roset-Roznovanu. Clădirea adăpostește actualul sediu al primăriei Iași

Gheorghe Alexandru Ruset-Roznovanu, cunoscut și sub numele de Rosset-Roznovanu sau Rosetti-Roznovanu, (n. 1 martie 1834, Roznov – d. 2 octombrie 1904, Roznov) a fost un ofițer și politician român, membru al familiei nobiliare Rosetti. Gheorghe Ruset-Roznovanu a fost ispravnic al județului Neamț între anii 1871-1876, a participat la Războiul de Independență, având comanda Brigăzii 4 Călărași și ulterior, după retragerea din armată, a fost ales deputat și senator din partea Partidului Conservator.

## Familia
Gheorghe Ruset-Roznovanu s-a născut la 1 martie 1834 la Roznov, părinții săi fiind Alecu Ruset-Roznovanu și Ruxandra Ruset-Roznovanu (n. Callimachi). Alecu Ruset-Roznovanu făcea parte din ramura moldoveană a familiei Rosetti, ramură care a dat Principatului Moldovei numeroși demnitari între care Antonie Ruset, voievod al Moldovei între anii 1675-1678, și Iordache Ruset-Roznovanu, caimacam al Moldovei în anul 1807. Părinții săi au moștenit moșia din Roznov, stăpânirea acestei proprietăți fiind la originea numelui compus al acestei ramuri a Rosetteștilor, și au fost proprietarii Palatului Roset-Roznovanu, actualul sediu al primăriei Iași, și Palatului Calimachi, primul sediu al Universității din Iași. A avut o soră, Adela Rosetti-Roznovanu, și doi frați, Alexandru Catargiu (1825-1897) și Nicolae Calimachi-Catargiu (1830-1882), frați din prima căsătorie a mamei cu Ștefan Catargi (1789-1866).
Gheorghe Ruset-Roznovanu s-a căsătorit în anul 1862 cu Alexandrina Câmpineanu (d. 1907), fiica boierului Ioan Câmpineanu, mare logofăt al Dreptății din Valahia. Din această căsătorie a rezultat un fiu, Alexandru (n. 1863 – d. 1883), singurul moștenitor direct, decedat la vârta de 20 de ani în urma unei pneumonii.

## Cariera militară
Gheorghe Ruset-Roznovanu a făcut studii în străinătate, întâi în Austria și apoi în Rusia unde a absolvit școala de cavalerie din Sankt-Petersburg. După terminarea studiilor militare și-a început cariera militară activând în Regimentul de Gardă Călare din garda imperială rusă.
Reîntors în Moldova înainte de Unirea Principatelor Române, Gheorghe Ruset-Roznovanu a intrat în miliție fiind avansat la gradul de colonel, primind comanda unui regiment de jandarmi și fiind pentru un timp ispravnic (prefect) al județului Neamț. Deși filorus și antiunionist, relațiile sale cu Alexandru Ioan Cuza au fost bune (soția acestuia, Elena Cuza, făcând și ea parte din familia Rosetti) ceea ce a permis numirea sa, în anul 1860, la comanda Regimentului 4 Infanterie de Linie și ulterior, între 1862-1863, la Regimentului 1 Lăncieri. Avansat la gradul de colonel, a luptat în Războiul de Independență având comanda Brigăzii 4 Călărași ce a acționat în sectorul de front cuprins între Grivița și Vidin.

## Cariera politică
Gheorghe Ruset-Roznovanu s-a retras din armată la terminarea războiului și a desfășurat o importantă activitate politică de partea Partidului Conservator. A reprezentat partidul în Parlamentul României ca deputat (1866-1870), fiind pentru un timp președinte al Camerei Deputaților, și senator, începând cu anul 1871. În același an a fost ales președinte al Consiliului județean Neamț și ulterior a fost numit prefect al județului Neamț, funcție în care a contribuit la dezvoltarea rețelei de drumuri a județului.

## Activitatea filantropică
Gheorghe Ruset-Roznovanu a fost un filantrop, finanțând construirea și funcționarea la Roznov, localitatea unde își avea moșia, a primei școli din comună (1865) precum și a bisericii „Sf. Nicolae” (1884-1892), construită în stil slavon-bizantin de inginerul Ioan Bacalu după planurile arhitectului rus Nicolai Vladimirovici Sultanov⁠(ru)[traduceți], director al Institutului de Ingineri „Împăratul Neculai I” din Petrograd, cunoscut pentru realizarea monumentul țarului Alexandru al II-lea de la Kremlin. Gheorghe Ruset-Roznovanu a contribuit, de asemenea, la înființarea spitalului din localitate (1892), la construirea clădirii primăriei și la realizarea căii ferate Bacău-Piatra Neamț și a gării din Roznov.

## Moștenirea
Neavând descendenți direcți, colonelului Gheorghe Alexandru Ruset-Roznovanu a lăsat prin testament întreaga sa avere pentru realizarea de opere de binefacere: întreținerea bisericii din Roznov, finanțarea a patru paturi la spitalul din Roznov, acordarea de burse de studii. Testamentul a fost atacat în justiție de rude, acestea câștigând în final procesul.

## In memoriam
Piatra funerară și mormântul lui Gheorghe Ruset-Roznovanu au fost executate de sculptorul italian Vincenzo Puschiasis.
Pentru a onora memoria lui Gheorghe Ruset-Roznovanu, în anul 1905 a fost dezvelită o statuie amplasată în fața Palatului administrativ din Piatra Neamț, statuie mutată ulterior în grădina publică din centrul orașului.
În anul 2002, parohia a înființat „Muzeul Gheorghe Ruset-Roznovanu” la demisolul Bisericii „Sfântul Nicolae” din Roznov, în cripta familiei Ruset-Roznovanu. Muzeul păstrează obiecte personale ale colonelului Gheorghe Ruset-Roznovanu, medalii și decorații care i-au fost decernate acestuia, fotografii și icoane.